# Українські землі у складі Польської Республіки 1919–1939
Українські землі у складі Польщі 1919—1939 (офіційно Малопольща) — частина етнічних українських територій, що перебували під владою Польської Республіки у період між Першою та Другою світовими війнами.

## Передумови
Перша світова війна 1914—1918 років знову порушила польське питання на міжнародній арені. Як центральні держави, так і Росія обіцяли полякам у майбутньому ті чи інші форми автономії. Юзеф Пілсудський утворив у складі австро-угорської армії добровольчі польські легіони з метою звільнення Польського Королівства з-під влади Романових у ході війни з Росією. Ситуація докорінно змінилася після Лютневої революції 1917 року у Росії, коли в документах Петроградської ради й Тимчасового уряду з'явилися заяви про право поляків на державну незалежність. Почалося створення польських військових частин у Росії. У Женеві в серпні 1917 року ендеки заснували Польський національний комітет, який очолив Роман Дмовський. Його визнали країни Антанти.
У Франції з польських військовополонених і добровольців був сформований польський військовий корпус під командуванням генерала Юзефа Галлера. Прагнення поляків до незалежності було відображене в посланні американського президента В. Вільсона до конгресу в січні 1918 року, а також у декреті Раднаркому Росії у серпні 1918 року. З наближенням поразки країн Четверного союзу у війні восени 1918 року могутній національний рух поляків виявився в заснуванні декількох урядових осередків — у Кракові (Польська ліквідаційна комісія), Любліні (Тимчасовий народний уряд), Варшаві (Регентська рада й уряд).

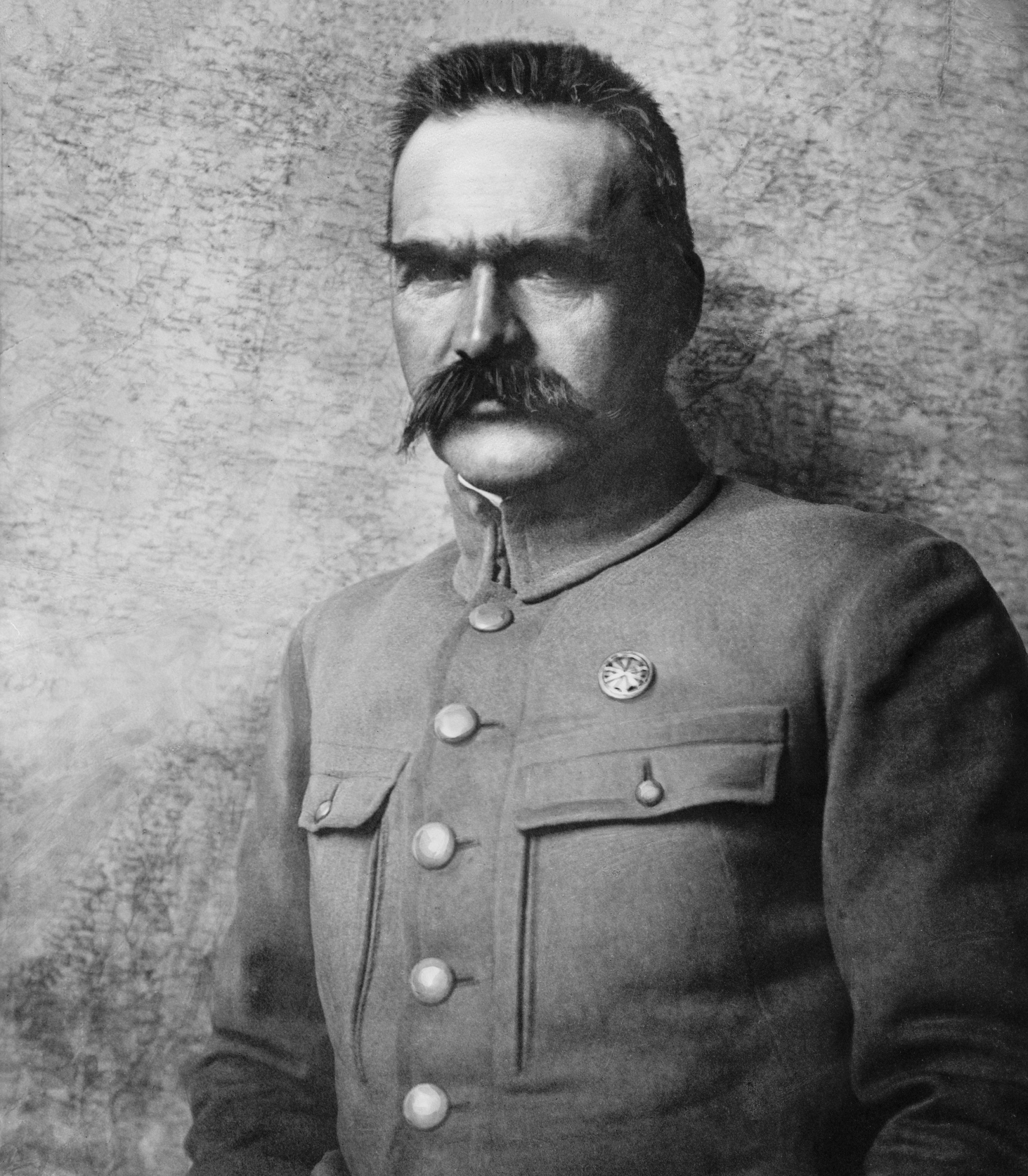
Юзеф Пілсудський(1867—1935) — польський політичний і державний діяч, маршал Польщі

11 листопада 1918 року до Варшави прибув Ю. Пілсудський, який, спираючись на Польську військову організацію та ліві партії, проголосив відновлення Польської держави. Незабаром він був призначений її тимчасовим керівником, а за його дорученням Є. Морачевський сформував уряд. Офіційною назвою новоствореної держави стала Річ Посполита Польська.
Найскладнішою проблемою відновленої держави були її кордони. Розв'язання цього питання залежало як від волі країн Антанти, так і від можливостей силою зброї розширити державну територію до освячених традицією великодержавності кордонів 1772 року.
У результаті війни з українцями поляки захопили територію Західноукраїнської Народної Республіки й у 1923 році домоглися від Антанти визнання цього загарбання. Після підписання 22 квітня 1920 року Варшавського договору з Директорією УНР Ю. Пілсудський розпочав війну з Радянською Росією, яка завершилася укладенням у березні 1921 року Ризького мирного договору, що залишив західноукраїнські й західнобілоруські землі за Польщею.
За Версальським мирним договором 1919 року до Польщі була приєднана Познанщина й частина Помор'я з вузьким виходом до Балтійського моря, порт Гданськ (Данциг) отримав статус вільного міста. У жовтні 1920 року польські війська захопили в Литві Віленський край.

## Українські землі, що ввійшли до складу Польщі
Після завершення Першої світової війни й національно-визвольної боротьби 1917—1921 рр. під владою Польщі опинилися такі етнічні українські землі:
- Східна Галичина
- Холмщина
- Підляшшя
- Західна Волинь
- Західне Полісся
- Посяння
- Лемківщина.

Відповідно до Варшавського та Ризького договорів ці території офіційно закріплювалися за Польщею. Згідно зі статистичними даними 1921 року в Польщі жило 27 млн осіб, серед яких майже третину (31 %) становили національні меншини (українці, євреї, білоруси, німці та інші). Українці стали тут найчисленнішою національною групою (після поляків) — їх було понад 5 млн осіб (15 % від усього населення).

## Національні утиски українців з боку польської влади
Новостворена Польська держава обіцяла країнам Антанти надати українцям широкі автономні права, але цієї обіцянки не дотримала. Натомість вона вживала заходів, унаслідок яких:
- були ліквідовані всі демократичні інституції ЗУНР;
- категорично заборонялося вживати назви «Західна Україна», «Східна Галичина»;
- забороненими стали слова «українець», «український», замість них реанімувався давній термін «русин», «русинський»;
- зусиллями міністра освіти Станіслава Грабського українські школи були перетворені на польсько-українські з перевагою польської мови;
- українців не приймали до Львівського університету, у якому закрили всі українські кафедри;
- українців та представників тих національних меншин, які підтримували Західноукраїнську Народну Республіку (здебільшого євреїв та німців), звільнено з керівних посад і державних закладів.

Терор охопив терени Галичини. Десятки тисяч українців і тих, хто їм співчував, зазнавали масових арештів, ув'язнень, концтаборів. Польська влада повела наступ проти української культури та освіти. Відбувалася штучна колонізація: до українських міст були переселені 100 тис.осіб польського походження, а до сіл — 200 тис. осіб.
Щоб придушити опір українців, за ініціативи польського прем'єр-міністра Юзефа Пілсудського в Галичині проведено «пацифікацію» — масові репресії проти українців, здійснені за допомогою військових та поліції. Наступ на політичне, громадське й культурне життя супроводжувався арештами, погромами українських кооперативів та різноманітних установ.
У червні 1934 року в Березі-Картузькій був створений спеціальний концтабір для репресованих українців.

Щоб завадити консолідації українського національно-визвольного руху, був установлений штучний кордон між Галичиною та Волинню, Поліссям і Підляшшям.

Польський уряд постійно намагався посіяти розбрат між 3-мільйонним українським населенням Галичини, переважно греко-католицького віровизнання, та 2-мільйонним православним населенням, яке мешкало на інших підвладних Польщі українських землях.
Національні утиски доповнювалися жорстоким соціально-економічним гнобленням. Польський уряд поділив країну на дві території: «Польщу А» та «Польщу Б». До першої входили етнічні польські землі, до другої — переважно західноукраїнські та західнобілоруські. Для території «А» був визначений швидкий індустріальний розвиток, а територія «Б» мала залишатися ринком збуту польських товарів та джерелом сировини. 85 % підприємств цього краю були дрібними й не витримували серйозної конкуренції.
Під час економічної кризи 1929—1932 рр. значна кількість українських підприємств і господарств зазнала чималих збитків або розорилася, а польський уряд активно підтримував польських підприємців і землевласників.

## Політичний та національно-визвольний рух на Заході України
Українське населення не вважало польську владу постійною, а розглядало її як тимчасову й окупаційну. Переважна його більшість бойкотувала заходи поляків (перепис населення, парламентські вибори).

1920 року була заснована Українська військова організація (УВО), яку очолив Є. Коновалець. Ця організація вдалася до серії терористичних актів, серед яких були замах на прем'єр-міністра Юзефа Пілсудського 25 листопада 1921 року, підпали господарств польських поміщиків, напади на поліцію тощо.

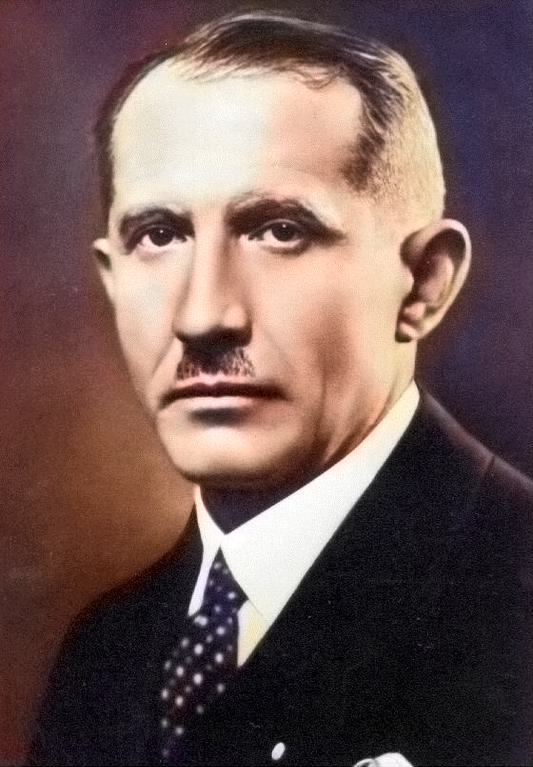
Євген Коновалець (1891—1938) — український військовий і політичний діяч, полковник Армії УНР, голова Проводу українських націоналістів (з 1927 року)

З вояків УГА створювалися партизанські загони. Кілька років їм удавалося активно діяти, і тільки 1922 року вони були розбиті польськими військами, їх керівників розстріляли.

До 1923 року у Відні діяв уряд ЗУНР, очолюваний Є.Петрушевичем, який протягом певного періоду координував політичний рух у Галичині. Уряд Є.Петрушевича робив усе можливе, щоб його почули великі держави: надсилав їм ноти протесту проти польської окупації, звертався до них по допомогу.

Проте Антанта хотіла мати потужний кордон з Радянською Росією, тому була зацікавлена в сильній Польщі.

Країни Антанти визнали Східну Галичину частиною Польської держави, зобов'язавши її уряд забезпечити автономію Галичини й демократичні права її громадян. Варшава ніколи не дотримувала цих обіцянок.
Під впливом суспільно-політичних обставин український політичний рух Західної України розділився на кілька течій і напрямків:
1. прибічників нормалізації відносин з поляками й використання демократичних інституцій Польської держави відстоювання прав і свобод українців;
2. прихильників Радянського Союзу, які вбачали майбутнє України в складі СРСР;
3. прихильників радикальних течій боротьби проти польської окупації, що виступали за незалежну Українську державу, яку були готові виборювати її всіма можливими засобами.

До першої групи належало Українське національно-демократичне об'єднання (УНДО), утворене внаслідок об'єднання різних політичних сил Галичини й Волині (лідер УНДО — Д. Левицький). Головною метою УНДО проголосило боротьбу за самостійну й соборну Україну легальними засобами. Програмою-мінімум ця організація вважала досягнення автономії українських земель у складі Польщі, проте у зв'язку з антиукраїнською політикою польського уряду вона дуже швидко втратила своїх прихильників.
Другий табір репрезентувала Комуністична партія Західної України (КПЗУ), утворена 1923 року. Комуністи, як завжди, бажали шляхом соціалістичної революції досягти соціального та національного визволення. Партія активно використовувала легальні й нелегальні методи роботи. Більшість членів партії становили українці, хоч серед партійців були також євреї й поляки. Сталінське керівництво з недовірою поставилося до КПЗУ. 1938 року партія за рішенням Комуністичного інтернаціоналу була розпущена у зв'язку з трафаретним сталінським звинуваченням — начебто в її ряди проникла фашистська агентура.

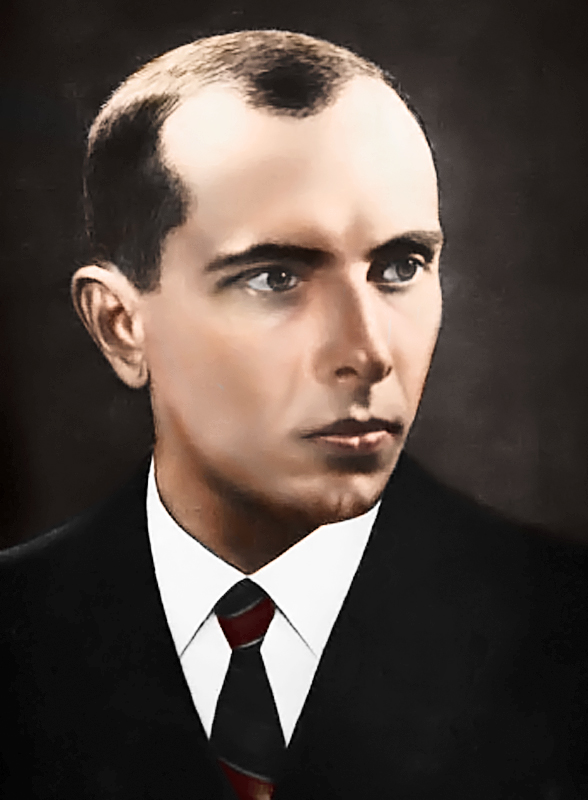
Степан Бандера(1909—1959) — відомий український політичний діяч, один із лідерів українського національно-визвольного руху 1930-1950-х рр.

1929 року у Відні завершилося оформлення третього табору, який репрезентувала Організація українських націоналістів (ОУН), куди ввійшли різноманітні радикальні групи. Головою проводу був обраний Євген Коновалець. Програма ОУН ґрунтувалася на радикальному націоналізмі, який проголошував прийнятними для здобуття незалежності України будь-які методи й засоби. ОУН засуджувала соціалізм, капіталізм, лібералізм, демократизм, висуваючи на перший план революційний націоналізм. Ця організація активно застосовувала тактику революційного терору проти польської адміністрації та українців, які співпрацювали з польською владою.

За підрахунком О. Субтельного, на початку 1930-х рр. націоналісти орагнізували сотні актів саботажу та 60 актів замахів та вбивств (1934 року члени ОУН ліквідували польського міністра внутрішніх справ Б. Перацького).
З часом в організації виник конфлікт між Центральним проводом та галицьким крайовим керівництвом ОУН, на чолі якого стояв Степан Бандера. Молоді галичани засуджували старших товаришів у далекому зарубіжжі за пасивність і закликали до насильницьких дій проти Польщі.
1938 року Є. Коновалець був убитий радянським диверсантом П. Судоплатовим, і його місце зайняв Андрій Мельник, який вважав за необхідне орієнтуватися на націонал-соціалістичну Німеччину й планував за її допомогою визволити Україну від влади Польщі, Румунії, Чехословаччини та СРСР.

Після трагічної загибелі Є. Коновальця Організація українських націоналістів розкололася на два табори: ОУН(Б) — С. Бандери та ОУН(М) — А. Мельника. Щоб досягти своєї мети в боротьбі за визволення України, обидва проводи вступили в активний контакт з керівництвом націонал-соціалістичної Німеччини.